# Rare Masters
Rare Masters è una raccolta di Elton John, pubblicata il 20 ottobre 1992 negli Stati Uniti e il 31 dicembre 1993 nel Regno Unito. Contiene numerosissime B-side, versioni demo e rarità, oltre ad alcuni singoli; tutte le tracce sono state registrate nel lasso di tempo che intercorre tra il 1967 e il 1975 (alcune erano già presenti in Elton John's Lady Samantha). L'album, inoltre, ha una particolarità: è l'unico CD a contenere l'intera colonna sonora del film Friends, disponibile solo qui o sull'LP del 1971.

## Tracce
Tutte le tracce, salvo dove indicato diversamente, sono state composte da Elton John e Bernie Taupin.

### Disco 1
1. I've Been Loving You – 3:16
2. Here's to the Next Time – 2:58
3. Lady Samantha – 3:02
4. All Across the Havens – 2:51
5. It's Me That You Need – 4:00
6. Just Like Strange Rain – 3:44
7. Bad Side of the Moon – 3:12
8. Rock n Roll Madonna – 4:16
9. Grey Seal (Original Version) – 3:35
  - Friends Soundtrack
10. Friends – 2:23
11. Michelle's Song – 4:20
12. Seasons – 3:56
13. Variation on Michelle's Song (A Day in the Country) (Paul Buckmaster) – 2:47
14. Can I Put You On – 5:57
15. Honey Roll – 3:07
16. Variation on Friends (Paul Buckmaster) – 1:43
17. I Meant to Do My Work Today (A Day in the Country) – 1:36
18. Four Moods (Paul Buckmaster) – 11:01
19. Seasons Reprise – 1:39

### Disco 2
1. Madman Across the Water (Original version) – 8:50
2. Into the Old Man's Shoes – 4:01
3. Rock Me When He's Gone – 5:01
4. Slave (Alternate version) – 2:48
5. Skyline Pigeon (Piano version) – 3:51
6. Jack Rabbit – 1:51
7. Whenever You're Ready (We'll Go Steady Again) – 2:51
8. Let Me Be Your Car  – 4:52
9. Screw You (Young Man's Blues) – 4:41
10. Step Into Christmas – 4:30
11. Ho! Ho! Ho! (Who'd Be a Turkey at Christmas) – 4:03
12. Sick City – 5:23
13. Cold Highway – 3:26
14. One Day At a Time (John Lennon)– 3:47
15. I Saw Her Standing There (live, con John Lennon) (John Lennon, Paul McCartney) – 3:51
16. House of Cards – 3:09
17. Planes – 4:14
18. Sugar on the Floor (Kiki Dee) – 4:33